# 1891 în film
- 1890 în cinematografie — 1891 în cinematografie — 1892 în cinematografie

## Filme produse în 1891
- Dickson Greeting
- Duncan and Another, Blacksmith Shop
- Duncan or Devonald with Muslin Cloud
- Duncan Smoking
- Men Boxing
- Monkey and Another, Boxing
- Newark Athlete